# Torre Humboldt
La Torre Empresarial Humboldt es un rascacielos ubicado en Caracas, la capital de Venezuela. Fue construido en 1992y es 20° edificio más alto de ese país.El proyecto se empezó a planificar a mediados de los 80s. El edificio cuenta con 4 ascensores. 

## Características
Este rascacielos de oficinas y servicios se encuentra ubicado en el municipio Baruta del Distrito Metropolitano de Caracas. Se encuentra en la Avenida Río Caura del sector Prados del Este. Tiene una altura de 120 metros y 26 pisos. Es el 19° edificio más alto de Caracas y el 20° más alto de todo el país.